# Club Deportes Iquique
O Club Deportes Iquique é um clube de futebol do Chile, que foi fundado em 21 de maio de 1978, na cidade de Iquique. Entre 2003 e 2010, o clube foi denominado Municipal Iquique. O clube já conquistou três Copas Chile e várias divisões inferiores, além de que nos últimos anos vem participando com frequência de competições internacionais e com isso vem se consolidando como um dos principais times do norte do Chile.

## História

### Origem
O Deportes Iquique foi fundado em 21 de maio de 1978 por Ramón Estay e Ramón Pérez Opazo, após a união dos clubes amadores da região, como: Cavancha e Estrella de Chile, este último era o atual campeão amador do Chile. Assim, a base desse time campeão foi usada para estrear na Segunda Divisão do Chile em 1979, em que ganhou logo na sua primeira participação. Assim, em 1980, o Iquique estreou na primeira divisão e também na Copa do Chile, na qual fez uma campanha surpreendente, chegando até a final, onde derrotou o poderoso Colo-Colo por 2-1. Essa conquista histórica foi o primeiro título profissional do clube.

### Municipal Iquique
Durante o resto da década de 1980 e de 1990, o Iquique teve anos irregulares, desde ser rebaixado para a Segunda Divisão do Chile até chegar perto da Libertadores. Até que, em 2002, o clube chega ao fundo do poço ao ser rebaixado para a Terceira Divisão do Chile e perder o profissionalismo, além de estar repleto de dívidas e vários problemas econômicos e administrativos. Durante esse período no amadorismo, o Deportes Iquique foi “extinto” e o clube teve que ser refundado com o nome de Municipal Iquique, além de se tornar uma SAF.

### Retorno do Deportes Iquique
Após três tenebrosos anos no amadorismo, o clube foi campeão da Terceira divisão do Chile em 2006, assim volta a disputar competições profissionais no ano seguinte. Em 2010, o time é tricampeão da Segunda Divisão do Chile e bicampeão da Copa do Chile, vencendo o Deportes Concepción nos pênaltis, além de voltar a se chamar Deportes Iquique. Desse modo, em 2011, “Los Dragones Celestes” participaram pela primeira vez da Copa Sul-Americana, porém foram eliminados na estreia pela Universidade Católica. Em 2012, o clube participou novamente da Sul-Americana, mas foi eliminado mais uma vez na primeira fase.
Em 2013, o Iquique estreou na Libertadores. Na segunda fase, eliminou o León do México; contudo, na fase de grupos, fez somente três pontos, terminando em último de seu grupo. Apesar da campanha ruim na Libertadores, o clube chileno foi campeão novamente da Copa do Chile, dessa vez vencendo na final o Huachipato por 3-1. Logo, o clube participou novamente da Sul-Americana em 2014, mas de novo foi eliminado na primeira fase.
Em 2017, voltou à Libertadores após ter sido vice-campeão chileno no ano anterior. Dessa vez, o Iquique fez uma boa campanha na fase de grupos, somando dez pontos e vencendo o Grêmio, que seria o campeão daquela edição. Apesar da boa pontuação, ele ficou em terceiro de seu grupo, assim disputou os playoffs da Sul-americana, no qual foi eliminado para o Independiente.
Em meio à pandemia, o Iquique foi rebaixado mais uma vez, mas voltou em 2024 para o Campeonato Chileno, fazendo uma ótima campanha e garantindo vaga para a Copa Libertadores de 2025. Em sua participação nesta edição, o clube eliminou o Santa Fe na segunda fase e foi eliminado na terceira fase pelo Alianza Lima. Por conta do regulamento da competição, a eliminação na terceira fase lhe assegurou uma vaga na fase de grupos da Copa Sul-Americana de 2025.

## Rivalidades

### Clássico do Norte
O principal rival do Deportes Iquique é o San Marcos de Arica, com quem joga o Clássico do Norte, confronto que envolve as duas equipes profissionais mais ao norte do Chile. Ambos os clubes foram fundados em 1978 e ingressaram juntos na segunda divisão em 1979, na qual o Iquique foi campeão. Com o tempo, a rivalidade foi se intensificando, embora o Iquique possua uma grande vantagem nos confrontos diretos, além de ter conquistado mais títulos importantes e obtido melhores campanhas no campeonato nacional. Logo, os Dragões Celestes já participaram 3 vezes da Copa Libertadores e 5 vezes da Copa Sul-Americana, diferente do seu rival que nunca disputou uma competição internacional.

## Títulos
| NACIONAIS | NACIONAIS                       | NACIONAIS | NACIONAIS            |
|           | Competição                      | Títulos   | Temporadas           |
| --------- | ------------------------------- | --------- | -------------------- |
|           | Copa Chile                      | 3         | 1980, 2010 e 2013-14 |
|           | Campeonato Chileno - 2ª divisão | 3         | 1979, 1997-C e 2010  |
|           | Campeonato Chileno - 3ª divisão | 1         | 2006                 |

Legenda:
A - Apertura
C - Clausura

## Estatísticas

### Campanhas de destaque
| Club de Deportes Iquique | Club de Deportes Iquique | Club de Deportes Iquique | Club de Deportes Iquique | Club de Deportes Iquique |
| Torneio                  | Campeão                  | Vice-campeão             | Terceiro colocado        | Quarto colocado          |
| ------------------------ | ------------------------ | ------------------------ | ------------------------ | ------------------------ |
| Campeonato Chileno       | 0 (não possui)           | 1 (2016-A)               | 2 (1988, 2024)           | 0 (não possui)           |
| Copa Chile               | 3 (1980, 2010, 2013-14)  | 1 (2009)                 | 1 (1988)*                | 1 (1988)*                |
| Supercopa do Chile       | 0 (não possui)           | 1 (2014)                 | —                        | —                        |

Legenda: (*) semifinais

### Participações
|  | Participações em 2025 |

| Competição           | Competição        | Temporadas                   | Anos                                                              |
| Ligas nacionais      |                   |                              |                                                                   |
| Chile                | Primeira divisão  | 27                           | 1980-1990, 1993, 1998-1999, 2009, 2011-2020, 2024-                |
| Chile                | Segunda divisão   | 16                           | 1979, 1991-1992, 1994-1997, 2000-2002, 2007-2008, 2010, 2021-2023 |
| Chile                | Terceira divisão  | 4                            | 2003-2006                                                         |
| Copas internacionais |                   |                              |                                                                   |
|                      | Copa Libertadores | 3                            | 2013, 2017, 2025                                                  |
| Copa Sul-Americana   | 5                 | 2011, 2012, 2014, 2017, 2025 |                                                                   |

## Sedes e estádios

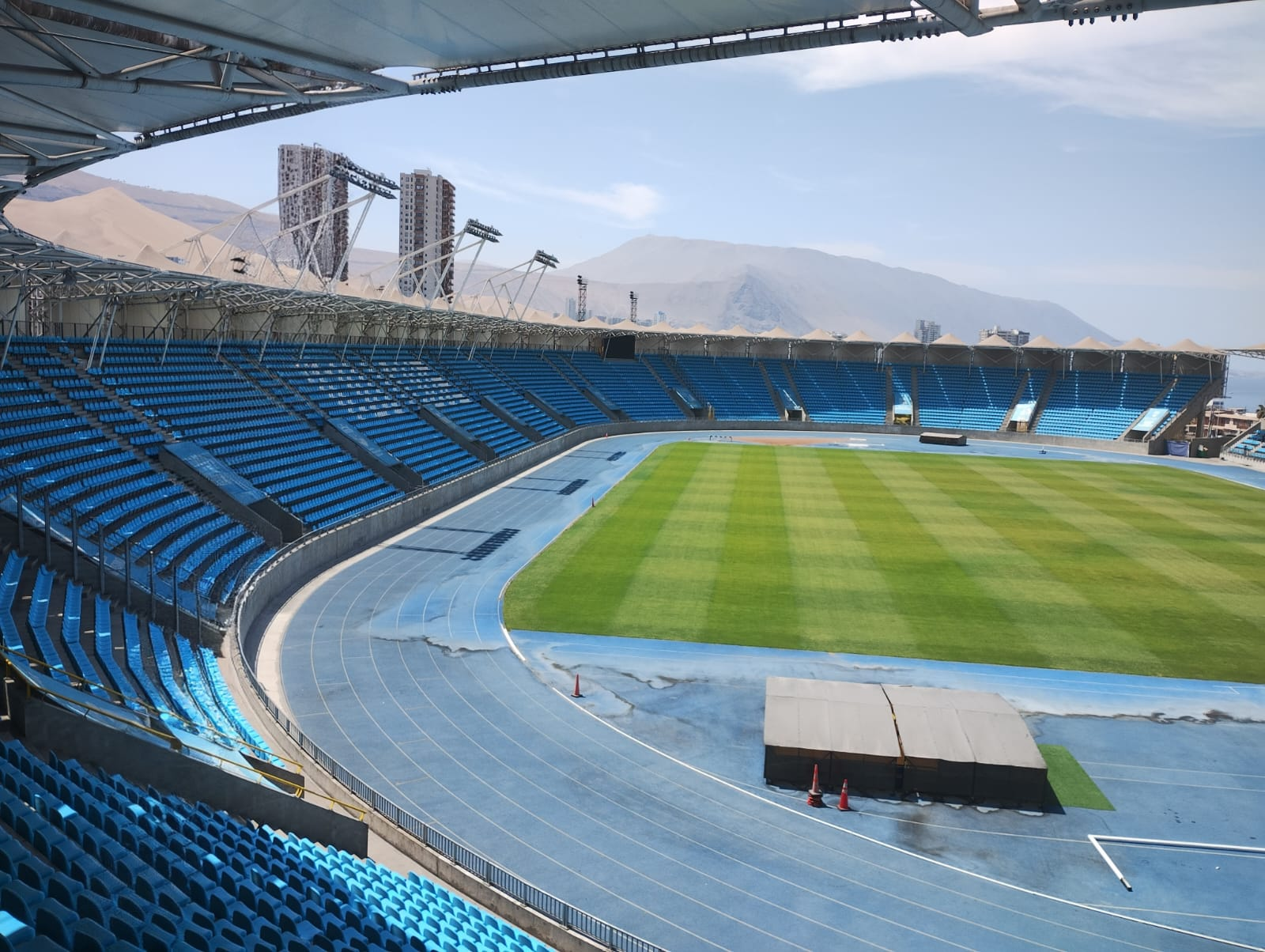
Vista interna do Estádio Tierra de Campeones após a reforma.

### Tierra de Campeones
O Estádio Tierra de Campeones está localizado em Iquique e é o local onde o Deportes Iquique manda suas partidas de futebol. Foi inaugurado em 5 de dezembro de 1993 com capacidade inicial para 10.000 espectadores, porém, entre 2017 e 2020, o estádio passou por grandes reformas e aumentou sua capacidade para 13.000 torcedores.